# Jóhannes Eðvaldsson
En aquest nom islandès, el darrer nom és un patronímic, no pas un cognom. La manera de referir-se a aquesta persona és pel nom de pila.
Jóhannes Eðvaldsson   (Reykjavík, 3 de setembre de 1950 - Glasgow, 24 de gener de 2021) fou un futbolista islandès de la dècada de 1970.
Fou 34 cops internacional amb la selecció islandesa.
Pel que fa a clubs, fou jugador, entre d'altres, de Hannover 96.
El seu germà Atli Eðvaldsson també fou futbolista.